# Хрустальова Олена Володимирівна
Хрустальова Олена Володимирівна (каз. Хрусталёва Елена Владимировна, рос. Хрусталёва Елена Владимировна, 28 вересня 1980) — казахська (раніше російська і білоруська) біатлоністка, срібна призерка Зимових Олімпійських ігор 2010 у Ванкувері.
Хрустальова дебютувала на юніорському чемпіонаті Європи в 2000 році, представляючи Росію. Через рік вона змінила громадянство на білоруське і виступала за Білорусь на Олімпіаді в Солт-Лейк-Сіті.
У сезоні 2003/2004 вона знову стала росіянкою, а з 2007 року громадянкою Казахстану. Свою срібну олімпійську медаль Хрустальова виборола у Ванкувері в індивідуальній гонці на 15 км.